# Seit Du da bist
Seit Du da bist ist ein deutsch-österreichischer Fernsehfilm  aus dem Jahr 2016. Regie führte Michael Hofmann. Die Erstausstrahlung war in Deutschland am 6. Mai 2016 auf arte und in Österreich am 14. Dezember 2016 auf ORF 2.

## Handlung
Nachdem Alina, in Wien lebende alleinerziehende Mutter der neunjährigen Lilia, nach längerer Erwerbslosigkeit eine neue Stelle bekommen hat, bittet sie ihren Exfreund Jarek, das Kind einmal pro Woche zum Geigenunterricht zu bringen. Lilia und der erfolglose Maler Jarek, der im Café „Club der polnischen Versager“ Anm. kellnert, sind sich seit jeher in herzlicher Abneigung verbunden und gehen zunächst äußerst widerwillig auf dieses Arrangement ein.
Während der Geigenstunden wartet er im Haus der Geigenlehrerin Clara, freundet sich nach und nach mit ihren Söhnen an und macht die Bekanntschaft von Claras Mann Bertschi, der Kunsthändler und -kurator ist und Bilder von Jarek sehen möchte.
Als Alina nach vier Wochen eine Studentin gefunden hat, die diese Aufgabe übernehmen kann, bietet Jarek ihr an, das Kind auch weiterhin zu begleiten, da er sich von einer Vertiefung der Bekanntschaft mit Bertschi berufliches Weiterkommen erhoffe.
In unprätentiösen Bildern und Dialogen werden im Folgenden die langsam wachsende Zuneigung sowohl zwischen dem Maler und seinem kleinen Schützling als auch zur Violinistin und ihren Kindern entwickelt. Gleichzeitig wird immer deutlicher, dass Bertschi diese Annäherung nicht gefällt, der seiner Frau zwar untreu ist, ihre Leistung als Musikerin nicht wertschätzt und kaum Zeit mit seinen Kindern verbringt, den Rivalen aber dennoch loswerden will.
Als Lilia als Meisterschülerin zur renommierten Geigenlehrerin Kocian wechselt, braucht sie Jareks Hilfe nicht mehr, weil sie dorthin in zehn Minuten auch mit dem Bus fahren kann. An der Bushaltestelle fragt sie ihn, warum er Bertschis Angebot nicht angenommen habe, seine Teilnahme an einem Wettbewerb der Guggenheim-Foundation zu arrangieren. Auf seinen Versuch auszuweichen, nennt sie ihn ängstlich und erzählt ihm, dass ihre neue Lehrerin sagt, man müsse mutig sein und dürfe keine Angst haben.
Daraufhin kündigt er im Café und wird Portraitmaler auf der Straße.

## Hintergrund
Die Klage wurde im Jahr 2018 abgewiesen.

## Produktion
Produziert wurde der Film von der epo-film produktionsges.m.b.h. und der Oberon Film GmbH.

## Kritik
Scharfe Kritik kommt vom real existierenden Club der polnischen Versager aus Berlin. Es werde im Film nicht nur „das Bild des Clubs verfremdet, verändert, verfälscht“, sondern durch das Verwenden von „einfachsten Stereotypen und Vorurteilen“ bei der Darstellung der Clubgäste würden Polen beleidigt: sie werden im Film „mit Wodka und Gurke in den Händen, besoffen russische Lieder singend“ gezeigt. Das bittere Fazit des CPV-Teams lautet: „Polen-Witze von Harald Schmidt haben dabei fast schon einen angenehmen nostalgischen Hauch“.
Für Heike Hupertz von der FAZ ist Seit du da bist hingegen „ein bezaubernder, zurückhaltender kleiner Film über das, was im Leben jenseits des Brotberufs zählt.“
Michael Hofmanns Drehbuch liefere „viele, natürlich wirkende Dialoge“, „seine heimlichen Hauptdarsteller“ seien „Kinder ohne übertriebenen Niedlichkeitsfaktor.“
Ihr Fazit: Seit du da bist sei „selbst ein Kunststück im kleinen Format.“
Tilmann P. Gangloff schwärmt in der Frankfurter Rundschau von der kleinen Hauptdarstellerin: „die junge Allegra Tinnefeld in ihrer ersten Rolle ist ein kleines Wunder“. Während die „Liebesgeschichte eher subkutan“ ablaufe, seien „die Szenen mit Jarek und Claras Kindern […] immer wieder einfallsreich, gut gespielt und witzig inszeniert“. „Neben den vielen situationskomischen Momenten“ seien „die amüsanten Dialoggefechte ohnehin mit das Beste an diesem Film“.
Benedikt Frank von der SZ meint, Seit Du da bist sei „trotz vieler komischer Situationen“ „keine Komödie“. Obwohl der Titel „nach dem reaktionären Weltbild des Herzschmerz-Fernsehens“ klinge, sei die „seichte Geschichte nicht plump“ erzählt, sondern balanciere „die verschiedenen Elemente gekonnt“ aus.
Rainer Tittelbach sah eine „poetische, luftig erzählte Tragikomödie“, die „eine seltsame Magie“ entwickle. Er urteilt: „Die Schauspieler sind allesamt zum Niederknien“, „die Charaktere unwiderstehlich, die Schauspieler hinreißend und die Geschichte alltagsnah“. Sie sei auf „unkonventionelle“ Weise fokussiert auf die Parentifizierung der „kleine[n] Heldin des Alltags“.

## Verweise
- Seit Du da bist, Pressedossier des BR
- Seit Du da bist bei IMDb